# Myotis nattereri
Il vespertilio di Natterer (Myotis nattereri  Kuhl, 1817) è un pipistrello della famiglia dei Vespertilionidi diffuso nell'Ecozona paleartica.

## Descrizione

### Dimensioni
Pipistrello di piccole dimensioni, con la lunghezza della testa e del corpo tra 41,5 e 50 mm, la lunghezza dell'avambraccio tra 37 e 43 mm, la lunghezza della coda tra 40 e 48 mm, la lunghezza delle orecchie tra 14 e 18 mm, un'apertura alare fino a 30 cm e un peso fino a 12 g.

### Aspetto
La pelliccia è lunga, soffice e setosa. Le parti dorsali sono bruno-grigiastre con la base dei peli bruno-nerastra, mentre le parti ventrali sono bianco-grigiastre con la base dei peli scura. La linea di demarcazione lungo il collo è netta. Il muso è bruno-rosato, largo, privo di peli e con il labbro superiore ricoperto di lunghi peli. Le orecchie sono bruno-grigiastre scure, lunghe, strette e con un incavo a circa metà del margine esterno. Il trago è molto lungo, lanceolato, sottile e curvato in avanti. Le membrane alari sono bruno-grigiastre scure e attaccate posteriormente alla base delle dita dell'alluce. I piedi sono piccoli. La coda è lunga ed inclusa completamente nell'ampio uropatagio, il cui margine libero è densamente frangiato. Il calcar è molto lungo e presenta un'insolita forma ad S. Il cariotipo è 2n=44 FNa=52.

### Ecolocazione
Emette ultrasuoni ad alto ciclo di lavoro sotto forma di impulsi di breve durata a frequenza modulata iniziale di 140 kHz e finale di 15 kHz.

## Biologia

### Comportamento
In estate si rifugia in gruppi di diverse centinaia di individui nelle cavità degli alberi, negli edifici e nelle bat-boxes, mentre in inverno entra in ibernazione da ottobre e novembre fino a marzo o aprile solitariamente, in piccoli gruppi e più raramente fino a 8.000 esemplari in ricoveri sotterranei naturali od artificiali con temperature di 2-8 °C ed umidità relativa dell'80-100%. Forma vivai con 20-80 femmine e talvolta alcuni maschi a partire da aprile o maggio e solitamente i luoghi vengono cambiati fino a due volte a settimana. Durante il riposo rimane aggrappato alle pareti o le volte con i piedi, comportamento poco diffuso nei Vespertilionidi ma più comune nei ferri di cavallo. L'attività predatoria inizia al crepuscolo, più raramente di giorno e prosegue per tutta la notte. Il volo è altamente manovrato ed effettuato a bassa quota fino a 6 metri dal suolo, alterna battiti d'ala lenti ad altri più rapidi e può rimanere sospeso per breve tempo in aria. Si sposta agevolmente sul terreno dove può anche spiccare il volo. È una specie sedentaria con spostamenti massimi di 185 km.

### Alimentazione
Si nutre di insetti catturati sul terreno o sulla vegetazione, particolarmente ditteri diurni, tricotteri, imenotteri, aracnidi e in misura minore di lepidotteri, coleotteri, emitteri, dermatteri e chilopodi. Recenti studi hanno evidenziato che può interrompere il letargo per cibarsi insolitamente di larve di lepidotteri

### Riproduzione
Danno alla luce uno, molto più raramente due piccoli alla volta tra giugno e luglio dopo una gestazione di 50-60 giorni. È in grado di volare dopo circa un mese di vita. Gli accoppiamenti avvengono in autunno e molto probabilmente anche nella primavera successiva. Le femmine diventano mature sessualmente dopo il primo anno di vita. L'aspettativa di vita è fino a 20 anni.

## Distribuzione e habitat
Questa specie è diffusa dall'Europa occidentale e l'Africa nord-occidentale fino agli Urali, l'Iran settentrionale e Israele. In Italia è presente su tutto il territorio e sulla Sicilia.
Vive nei boschi umidi e in ambienti urbani fino a 2.000 metri di altitudine.

## Tassonomia
Sono state riconosciute 2 sottospecie:
- M.n.nattereri: Portogallo, Spagna, Isole Baleari, Francia, Italia, Sicilia, Belgio, Paesi Bassi, Lussemburgo, Svizzera, Austria, Germania, Danimarca, Gran Bretagna, Irlanda, Svezia meridionale ed orientale, Finlandia meridionale, Polonia, Estonia, Lettonia, Lituania, Bielorussia, Ucraina, Repubblica Ceca, Slovacchia, Ungheria, Slovenia, Croazia, Bosnia ed Erzegovina, Serbia, Macedonia, Montenegro, Albania, Grecia, Bulgaria, Romania, Moldavia, Turchia occidentale e meridionale, Siria occidentale, Libano, Cipro, Israele, Russia occidentale e centrale;
- M.n.tschuliensis (Kuzyakin, 1935): Russia sud-occidentale, Georgia, Armenia, Azerbaigian, Iran nord-occidentale e nord-orientale, Iraq nord-orientale, Turkmenistan centro-meridionale.

La popolazione del Marocco centrale e dell'Algeria settentrionale è stata riconosciuta come una nuova specie, Myotis zenatius. La popolazione della Corsica è stata riconosciuta come una nuova specie, Myotis nustrale.

## Conservazione
La IUCN Red List, considerato il vasto areale e l'abbondanza, classifica M.nattereri come specie a rischio minimo (Least Concern)).